# Saxifraga scardica
Saxifraga scardica är en stenbräckeväxtart. Saxifraga scardica ingår i Bräckesläktet som ingår i familjen stenbräckeväxter.

## Underarter
Arten delas in i följande underarter:
- S. s. korabensis
- S. s. scardica

## Bildgalleri

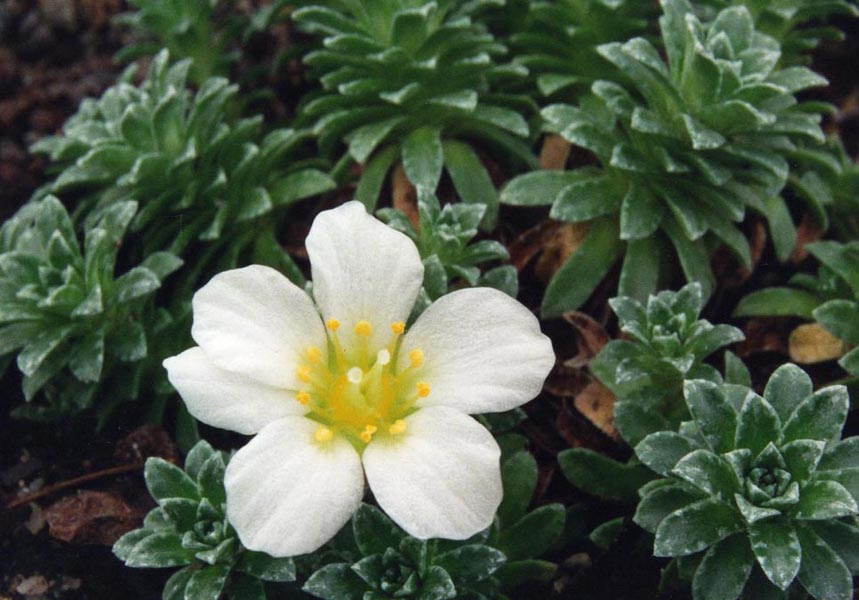
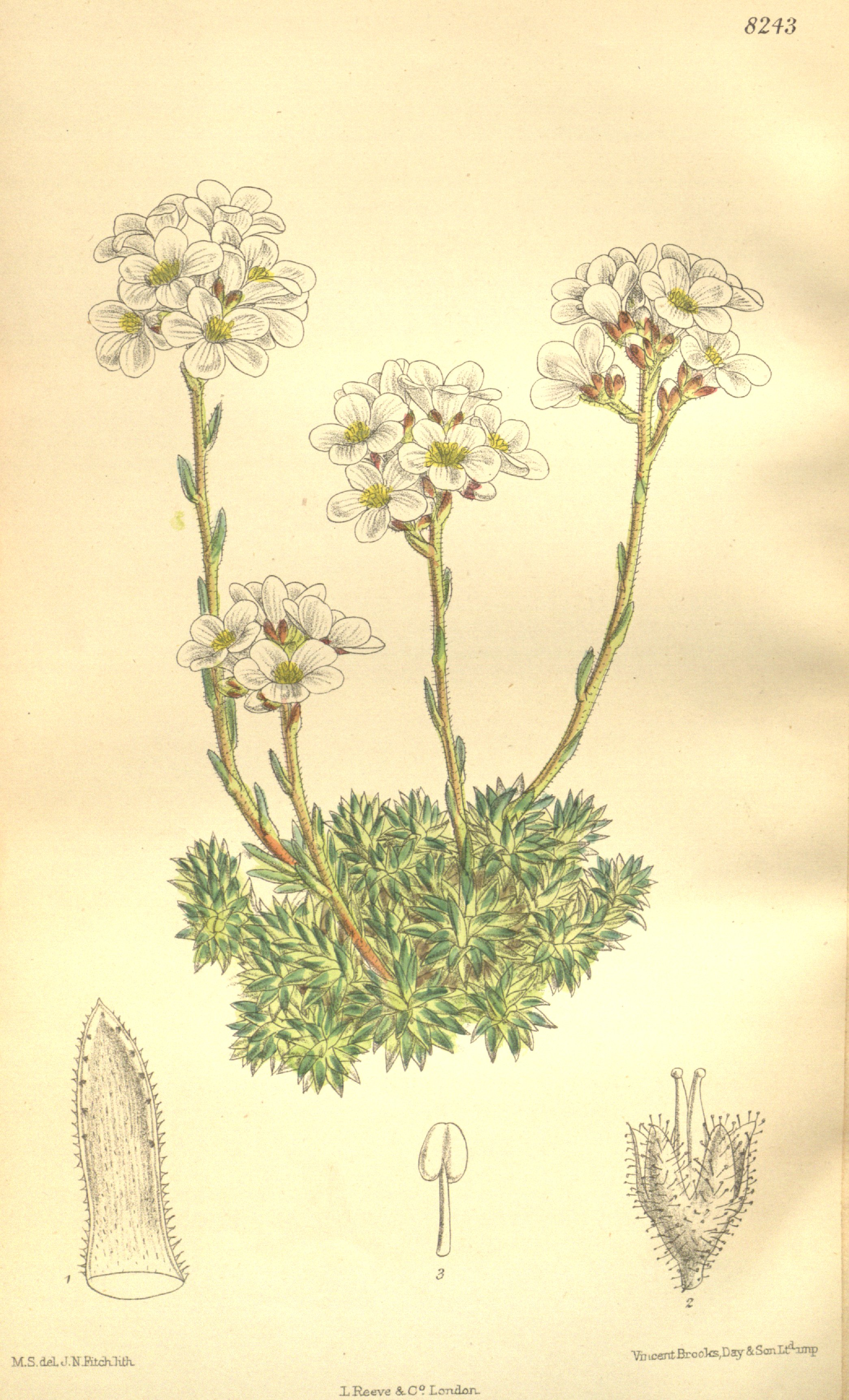
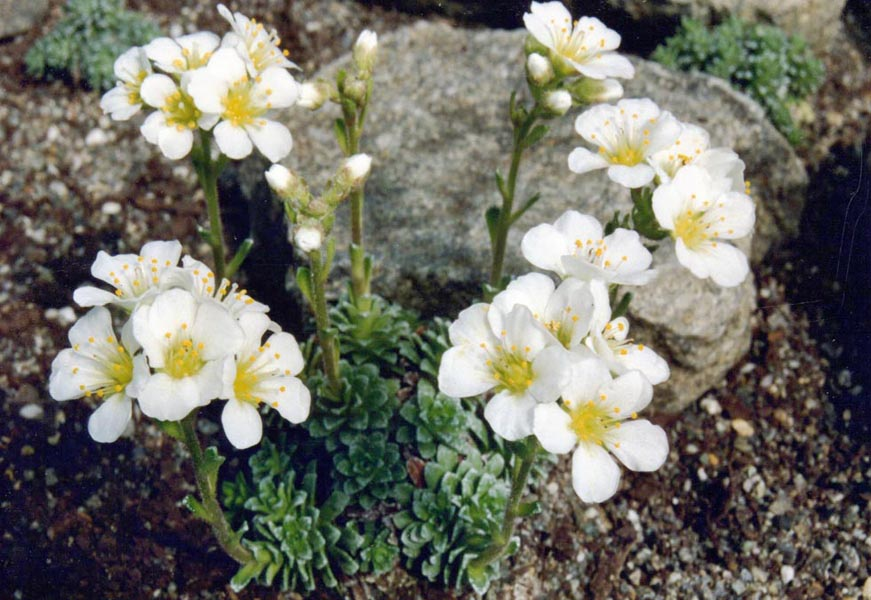
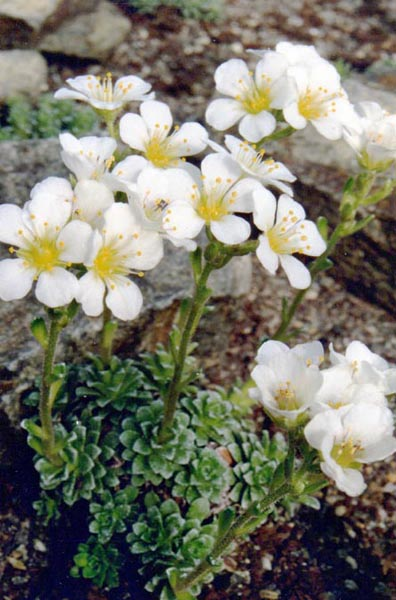
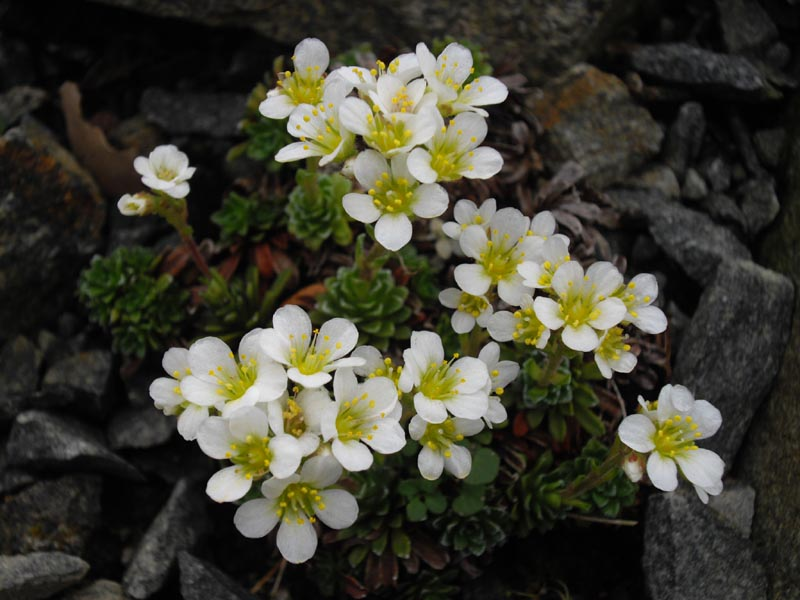
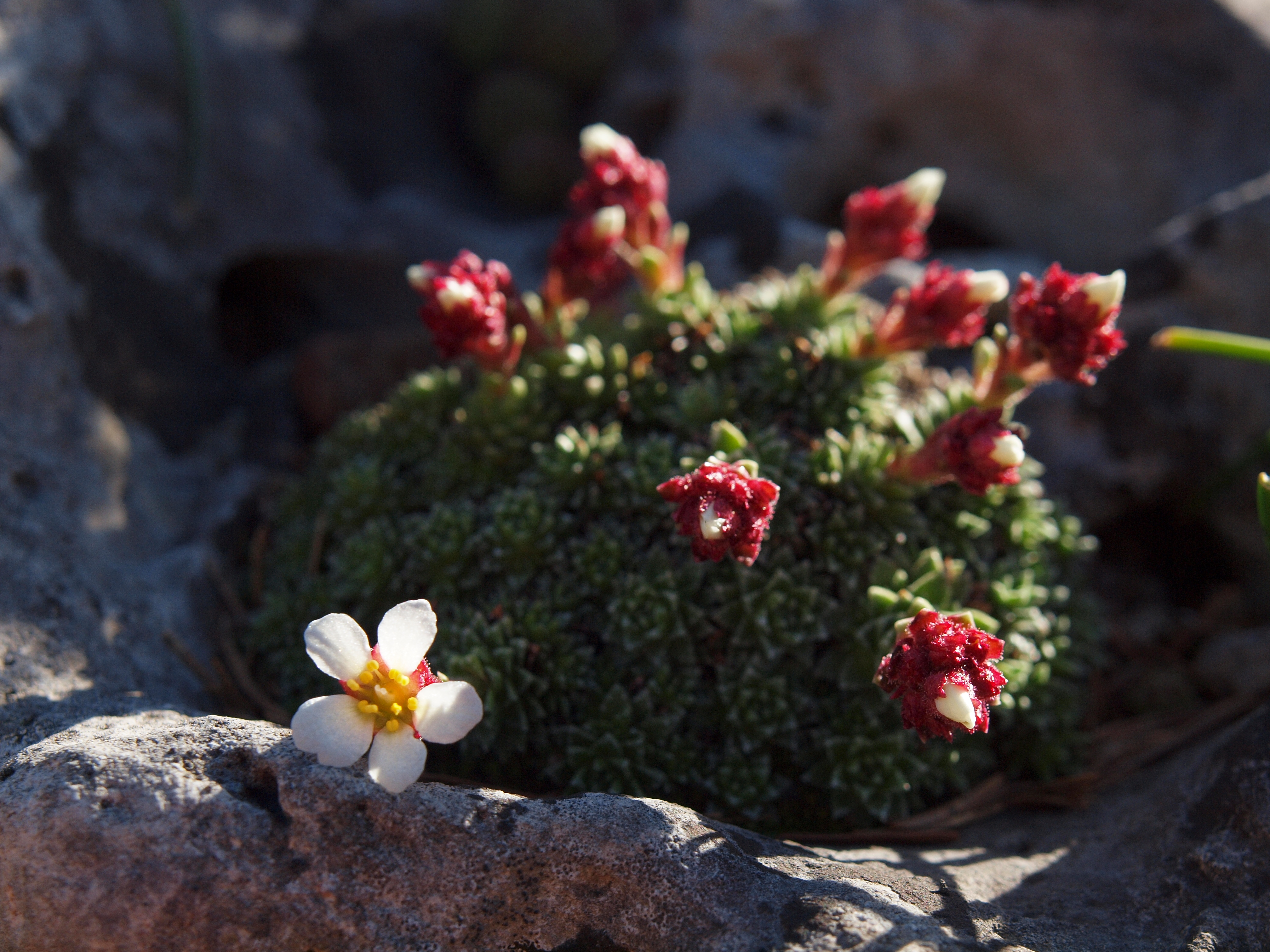